# Saladworks
O Saladworks, LLC é uma franquia de restaurantes que serve saladas, wraps, sopas e sanduíches feitos sob encomenda. Os restaurantes Saladworks são classificados como fast casual, e a empresa comercializa seu cardápio como uma alternativa saudável a outros pratos de fast food. A franquia opera atualmente 150 restaurantes em 22 estados e está desenvolvendo locais internacionalmente. Ela continua a se desenvolver exclusivamente por meio de sua abordagem de Desenvolvimento de Múltiplas Unidades, concentrando-se no desenvolvimento em áreas metropolitanas nos Estados Unidos. A rede de restaurantes também tem lojas no Canadá.

## História
A Saladworks foi fundada em 1º de outubro de 1986 por John Scardapane, que atuou como CEO da empresa até 2015, e Gail Scardapane, que atuou como chefe de marca e vice-presidente de comunicações e relações públicas da empresa. A primeira Saladworks foi inaugurada no Cherry Hill Mall, cujo sucesso inspirou a abertura de outras 12 unidades em Nova Jérsia e na Pensilvânia.
A Saladworks começou a franquear em 2001 e, em 2007, tinha 88 locais em oito estados, incluindo Pensilvânia, Nova Jérsia, Delaware, Maryland, Flórida e Illinois. Atualmente, a franquia opera mais de 100 restaurantes em 18 estados e anunciou planos de expansão para novos mercados nos Estados Unidos e internacionalmente.
Em 17 de fevereiro de 2015, a Saladworks entrou com um pedido de falência de acordo com o Capítulo 11 e listou o Commerce Bank e o fundador do Metro Bank, Vernon Hill, como um dos principais credores. O pedido de falência dizia que a empresa estava procurando um investidor. A Saladworks foi adquirida pela Centre Lane Partners em junho de 2015, e promoveu o presidente da Saladworks, Paul Steck, a CEO, substituindo o fundador John Scardapane.